# Noémie Lenoir
Noémie Lenoir (19 de septiembre de 1979) es una modelo y actriz francesa. Es conocida por su trabajo con Gucci, L'Oréal, Next, Gap, Tommy Hilfiger, Victoria's Secret, Balmain Paris Hair Couture, y Marks and Spencer. Ha sido citada como una de las modelos de raza negra más exitosas por la fotógrafa Annie Leibovitz.

## Vida y carrera

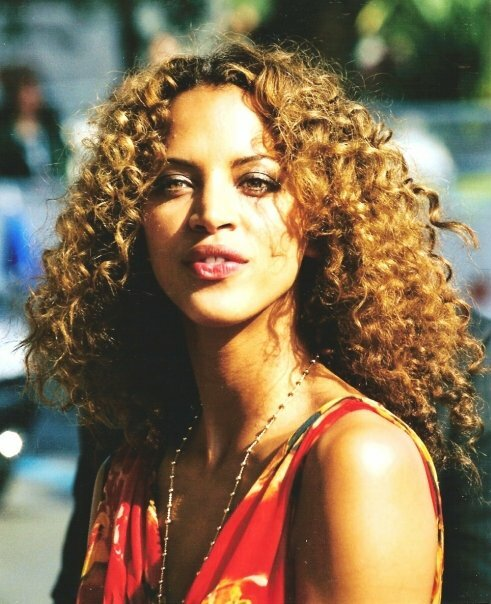
Noémie Lenoir en el 2005 Cannes Film Festival

Lenoir nació en Les Ulis, Essonne, Francia. Su madre es nativa de la isla francesa de Réunion en el océano índico, y es de ascendencia Malagasy. Su padre es un técnico francés retirado, el cual más tarde se divorció con su madre. Su familia se mudó primero a Gif-sur-Yvette y luego a Palaiseau donde fue descubierta y comenzaría una carrera en el modelaje.

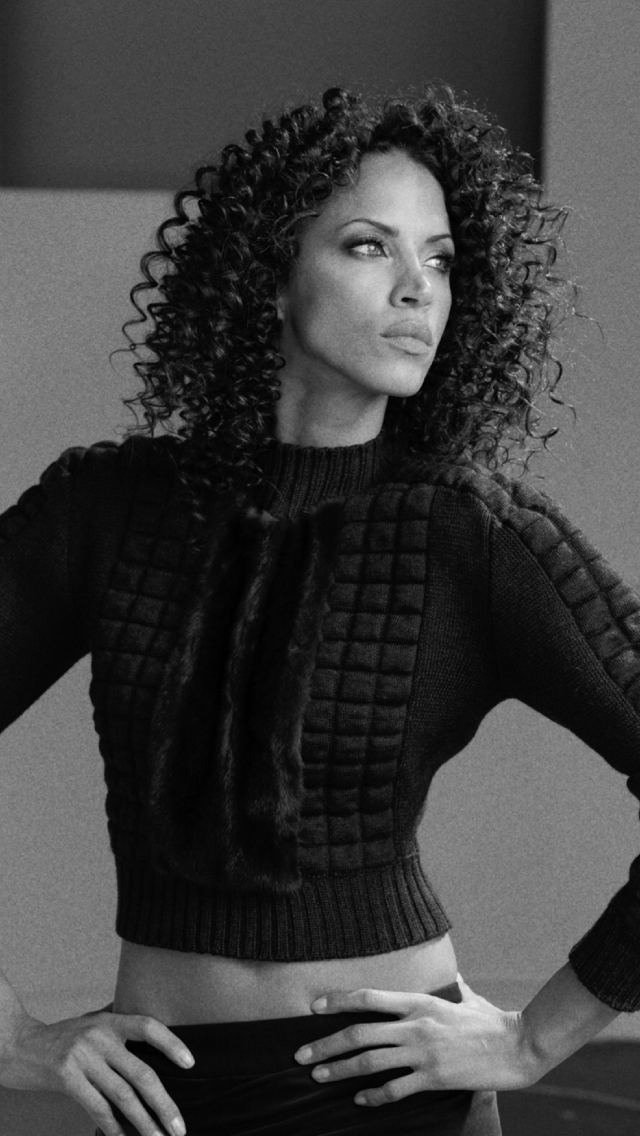
Noémie Lenoir en 2015

Creciendo en el distrito banlieue cerca de París, el cual ella describió como un "ghetto", Lenoir fue descubierta a la edad de 17 años en 1997 cuando un cazatalentos de Ford se le acercó en una oficina de correos. Firmó un contrato con L'Oréal en 1997, y desde entonces apareció en sus anuncios junto a Laetitia Casta y Andie MacDowell. Ha trabajado para Victoria's Secret, Gap, Next, entre otros.
Lenoir fue el rostro de la marca de alta costura Marks & Spencer, por cuatro años hasta 2009 y fue vista en varias revistas británicas y catálogos junto a Twiggy y Laura Bailey.  Lenoir volvió a hacer anuncios para Marks & Spencer en 2012.
En 2007, Lenoir figuró en la exitosa película Rush Hour 3 junto a los actores Jackie Chan y Chris Tucker.  En 2009, Lenoir figuró en el videoclip de Usher, "Hey Daddy (Daddy's Home)".
Es representada por Models 1.

## Vida personal

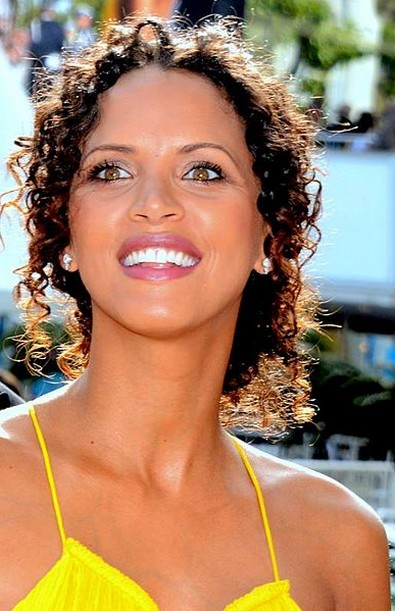
Noémie Lenoir en el Festival de Cine de Cannes 2015.

Después de una relación con el rapero Stomy Bugsy, vivió con el jugador de fútbol Claude Makélélé. Tienen un hijo, Kelyan Makélélé (nacido el 2 de febrero de 2005). La pareja se separó a principios de 2009. A pesar de que se rumoreaba que Lenoir estaba casada con Makélélé, escribió en su blog en 2009 aclarando su relación, diciendo: "No estoy casada ni nunca lo he estado. Tengo un hijo. Y el padre de mi hijo es increíble y tengo una buena relación con él, sin embargo, llevo soltera por un tiempo ahora."

### Intento de suicidio
El 9 de mayo de 2010, Lenoir fue encontrada inconsciente, después de un intento de suicidio cerca de su casa en París, por un hombre que paseaba a su perro. Fue llevada al hospital donde le encontraron grandes dosis de drogas y alcohol. Habló sobre este hecho en una entrevista con el periódico británico Guardian Weekend en febrero de 2011, admitiendo que había hecho algo realmente estúpido. Algunos se han referido a ese hecho a una "serie de tragedias suicidas" en el mundo de la moda, como los suicidios de Ambrose Olsen, Daul Kim, Tom Nicon, Hayley Kohle, y Ruslana Korshunova.